# La Garrovilla
La Garrovilla este un oraș din Spania, situat în provincia Badajoz din comunitatea autonomă Extremadura. Are o populație de 2.490 de locuitori (2010).